# Run for Love
Pour plus de détails, voir Fiche technique et Distribution.
Run for Love (奔爱, Ben Ai) est un film chinois de 2016 en cinq parties, réalisé par Gao Qunshu pour la partie Stolen Heart, par Guan Hu pour Homeward Journey, par Teng Hua-tao pour Artificial Sunlight, par Zhang Meng pour Nothing Like Romance et par Zhang Yibai pour So Long My Love.

## Fiche technique
- Titre original : Ben Ai
- Titre international : Run for Love
- Réalisation : Gao Qunshu, Guan Hu, Teng Hua-tao, Zhang Meng, Zhang Yibai
- Scénario :
- Production : AZ Celtic Films, Beijing Wynn Culture & Media Co.
- Musique:
- Pays d'origine :  Chine
- Langue d'origine : mandarin, anglais, japonais
- Lieux de tournage :
- Format : Couleurs
- Genre : Romance
- Durée : 137 minutes (2 h 17)
- Date de sortie :
  -  Chine : 14 février 2016

## Distribution
- Michelle Chen
- Per Christian Ellefsen
- Lei Huang
- Ethan Juan
- Sondre Krogtoft Larsen
- Jing Liang
- Ye Liu
- Ni Ni
- Eddie Peng
- Sebastian Stigar
- Sigmund Sæverud
- Wang Qianyuan
- Zhang Xinyi
- Zhang Ziyi